# Desirée Salgueiro
Desirée Salgueiro (Buenos Aires, Argentina) es una actriz de cine argentina, conocida por sus papeles en las películas de género Cuando Acecha la Maldad y Nocturna, la noche del hombre grande.
También es coach de actores en Cine y Televisión.

## Biografía
Nació y vive en Buenos Aires, es la hija menor de cinco hermanos, su padre médico y su madre ama de casa. Su familia materna se dedicó al teatro independiente. Desde chica se inclinó también por el arte, aprendiendo a tocar el piano a partir de los ocho años y teatro desde los diez.

## Carrera Artística
Después de desarrollar su formación actoral en la escuela de teatro de Berta Goldenberg desde el año 2002 al 2005 y realizando un trabajo de investigación teatral hasta el 2008, estudió con los maestros Augusto Fernandes, Mariela Asensio, Ricardo Bartís, Claudio Tolcachir, entre otros. También se formó como música, obteniendo el título de docente especializada en piano. Continuó perfeccionándose con la pianista Sneyaka Zajariev y canto con diferentes maestros. Actúa en el unipersonal Margarita, inspirado en la novela El Amante de Marguerite Duras y en diferentes obras teatrales como Esperando a Godot de Samuel Beckett, Nada más que la verdad, versión libre de El Misántropo de Moliere, Sin mi de él, entre otras.
En el año 2009 llega al cine de género para interpretar el personaje de Marta Villagra en la película “La Plegaria del Vidente” de Gonzalo Calzada. Un policial negro en el que compartió  su trabajo junto a Gustavo Garzón, Valentina Bassi, Vando Villamil, Victoria Carreras, Juan Minujin y Rodolfo Ranni. La Plegaria del Vidente se estrenó comercialmente en julio del 2012 con gran repercusión de la prensa y el público.
Luego participa en la película de género fantástico  “La Corporación” del director Fabián Forte, estrenada comercialmente el 27 de febrero de 2014 y luego en “Naturaleza Muerta” dirigida por Gabriel Greco, estrenada comercialmente el 5 de marzo de 2015.
En el año 2016 vuelve a trabajar con el director Gonzalo Calzada en “Luciferina”, película de terror, en donde interpreta al personaje Clara. Estrenó comercialmente el 22 de febrero de 2018. Posteriormente graba para la película “Nocturna, la noche del hombre grande” lado A y lado B (filmada en 16mm) thriller psicológico con elementos fantásticos del mismo director, donde interpreta a Elena uno de los personajes centrales de la historia de los protagonistas Pepe Soriano y Marilú Marini. Estrenó comercialmente en septiembre de 2021.
A comienzos de 2022 filma la película “Cuando acecha la maldad” escrita y dirigida por Demián Rugna, con el personaje de Jimena Ruiz, en la que se convirtió en una de las escenas icónicas de la película y es la imagen del afiche. Se estrenó en 2023 y resultó ser la película de género más vista en toda la Argentina. Recorrió casi todo el mundo, con estrenos en más de 600 salas en Estados Unidos, 200 salas en Francia, proyectándose en todo Iberoamérica, Europa y más. Fue ganadora del premio a mejor película en el prestigioso festival de Sitges, siendo la primera película latinoamericana en llevarse ese premio en la historia del festival. También se llevó el mismo premio en Chainsaw Awards (Fangoria), Morbido, Fantasmagoria, etc.
En el mismo año filma como protagonista “Corpórea”, escrita y dirigida por Cristian Bidone, con el personaje Carolina.
Entre 2022 y 2023 filma su primer protagónico absoluto con el personaje Lucía en la película de género post-horror llamada “Mitra, apaga la luz para poder ver”. Escrita por Diego Bellocchio y Yamila Barnasthpol y dirigida por Diego Bellocchio, filmada íntegramente en Misiones.
Recientemente protagonizó el short film fantástico “El Espejo” de Lionel Cornistein.
Estos últimos tres trabajos se encuentran en proceso de posproducción, próximos a estrenarse.
Paralelamente se desempeña como preparadora de actores, dando clases de actuación frente a cámara y a partir del año 2014 hasta la fecha trabaja de forma privada y en diferentes producciones de cine y TV. Algunos de sus trabajos son “Ringo, la serie”, “Limbo, hasta que lo decida” en la primera y segunda temporadas, ambas para Star+, Disney, la serie “Monzón” emitida por Space y Flow, en cine “Nocturna, la noche del hombre grande”, película de género, “Luciferina”, película de exorcismos, “No dormirás”, película de género y “Resurrección”, película de época sobre la fiebre amarilla, entre otras.

## Filmografía

### Películas
| Película                           | Director         | Personaje      | Estreno |
| ---------------------------------- | ---------------- | -------------- | ------- |
| Corpórea                           | Cristian Bidone  | Carolina       | 2024    |
| Mitra, apaga la luz para poder ver | Diego Bellocchio | Lucía          | 2023    |
| Cuando Acecha La Maldad            | Demian Rugna     | Jimena         | 2023    |
| Belisario                          | Gonzalo Calzada  |                | 2023    |
| Nocturna                           | Gonzalo Calzada  | Elena          | 2021    |
| Luciferina                         | Gonzalo Calzada  | Clara          | 2018    |
| Naturaleza Muerta                  | Gabriel Grieco   | Chica 2        | 2014    |
| La Corporación                     | Fabián Forte     | -              | 2012    |
| La plegaria Del Vidente            | Gonzalo Calzada  | Marta Villagra | 2012    |

### Preparadora de actores
| Película/serie                       | Estreno   | Director                         | Productora                             | Nota   |
| ------------------------------------ | --------- | -------------------------------- | -------------------------------------- | ------ |
| Ringo: Gloria y Muerte               | 2022-2023 | Santiago Dulce                   | Star Original, Pampa Films             | [ 9 ]  |
| Limbo                                | 2022      | Agustina Macri, Fabiana Tiscomia | Star+ Disney                           | [ 10 ] |
| Nocturna: La Noche Del Hombre Grande | 2021      | Gonzalo Calzada                  | Coruya Cine, La Puerta Cinematográfica |        |
| Monzón                               | 2019      | Jesús Bracera                    | Space y Flow                           | [ 8 ]  |
| Luciferina                           | 2018      | Gonzalo Calzada                  | La Puerta Cinematográfica              |        |
| No Duermas                           | 2018      | Gustavo Hernández                | Pampa Film                             | [ 8 ]  |
| Resurrección                         | 2015      | Gonzalo Calzada                  | La Puerta Cinematográfica              |        |

### Teatro
| Obra                   | Director         | Estreno   |
| ---------------------- | ---------------- | --------- |
| Ella, la belleza       | Fabián Forte     | 2019-2022 |
| Margarita              | Gustavo Lista    | 2016      |
| Esperando a Godot      | Berta Goldenberg | 2007-2010 |
| Nada Más Que La Verdad | Jorge Goldenberg | 2008      |
| Sin Mi De EL           | Claudio Ferrari  | 2006      |